# Skive
Skive es una ciudad de Dinamarca, en el oeste de la península de Jutlandia. Es la capital del municipio de Skive, dentro de la región de Jutlandia Central, ambos creados en 2007 como parte de una reforma territorial. Su nombre proviene del nórdico antiguo skifa, que en este contexto se ha entendido como "empalizada" o "fortificación".
Skive se localiza en la península de Salling, en la desembocadura del río Karup, en el fiordo de Skive, que a su vez forma parte del Limfjord. Skive tiene una población de 20.562 habitantes en 2012.

## Historia
Skive se originó en torno a un cruce de caminos y una antigua residencia real —el castillo de Skivehus, que sirvió también de residencia del representante (lensmand) del rey. La ciudad y su castillo son nombrados por primera vez en el Censo del rey Valdemar de 1231. En 1326 Skive recibió privilegios de ciudad comercial. Una de las principales actividades económicas a lo largo de la Edad Media fue la lucrativa pesca de arenque en el Limfjord, cuando Skive contaba con un buen puerto natural localizado en la desembocadura del río Karup. La ciudad originalmente se extendía únicamente al norte del río, en las proximidades del ayuntamiento actual.
Durante la Guerra del Conde, el líder rebelde Skipper Clement asaltó y destruyó la mayor parte de las propiedades de la nobleza en la región, a excepción del castillo de Spøttrup, 17 km al oeste de Skive.
En el siglo XVII, la economía de la ciudad sufrió un revés con el declive y eventual desaparición de la pesca del arenque en el fiordo y con el dominio que cobró la ciudad de Aalborg en el comercio de la región del Limfjord. Otro duro golpe lo representaron las guerras contra Suecia ese mismo siglo. No obstante su declive, Skive fue capital de la provincia de Viborg entre 1660 y 1794, así como sede de un tribunal local. En la primera mitad del siglo XVIII la ciudad fue asolada por numerosos incendios, tras los cuales se empobreció y despobló drásticamente. En 1746, Skive era una de las ciudades menos pobladas de Jutlandia, con únicamente 436 habitantes.
Skive comenzó a recuperarse de la crisis hasta la década de 1830, cuando la agricultura cobró nuevamente importancia. En 1854 se inauguró el hospital de la ciudad. En la década de 1860 el comercio recibió un importante impulso con la llegada del ferrocarril —que comunicó a Skive con Viborg y Struer— y la construcción de un nuevo puerto. En 1889 Skive se conectó con Nykøbing Mors a través de un puente ferroviario y un servicio de barcos de vapor. La ciudad se industrializó desde finales del siglo XIX. A mediados del siglo XX, si bien era un centro comercial y un nudo de caminos, Skive se había convertido en una ciudad eminentemente industrial, con cerca de la mitad de la población empleada en ese sector. Las principales actividades industriales en el siglo XX incluyeron el hierro, la industria automotriz y la electrónica.
En 1969 se inauguró el cuartel de Skive. A comienzos del siglo XXI sigue habiendo una actividad industrial importante (metales, maquinaria, cerveza), pero el sector servicios ha ido ganando terreno hasta ocupar casi la mitad de la fuerza laboral.

## Hermanamientos
Las siguientes ciudades están hermanadas con Skive:
- Ylöjärvi, Finlandia
- Qasigiannguit, Groenlandia
- Kongsvinger, Noruega
- Arvika, Suecia